# Salgareda
Salgareda ist eine nordostitalienische Gemeinde (comune) in der Provinz Treviso in Venetien. Die Gemeinde liegt etwa 19 Kilometer ostnordöstlich von Treviso am Piave und grenzt unmittelbar an die Provinz Venedig.

## Persönlichkeiten
- Severino Poletto (1933–2022), Kardinal
- Rimantas Stankevičius (1944–1990), Pilot und Kosmonaut; in Salgareda tödlich verunglückt
- Camillo Cibin (1926–2009), ehemaliger Kommandant der Vigilanza im Vatikan

## Gemeindepartnerschaften
Salgareda unterhält seit 1989 eine Partnerschaft mit dem französischen Saint-Alban im Département Haute-Garonne und seit 2010 eine Partnerschaft mit dem polnischen Brzeziny in der Woiwodschaft Łódź.